# Landgraviat de Hesse-Philippsthal
Le Landgraviat de Hesse-Philippstal est la ligne cadette de la maison de Hesse-Cassel.

## Historique
Elle est fondée en 1685 par le troisième fils de Guillaume VI, Philippe. Son fils cadet fonde en 1721 la lignée de Hesse-Philipsthal-Barchfeld.
Le nom de la maison fait référence au château de Philippsthal, qui a été construit par Philippe Ier en 1685 à Kreuzberg (aujourd'hui Philippsthal) sur les vestiges du monastère bénédictin de Kreuzberg, qui appartenait auparavant à l'abbaye de Hersfeld et a été fermé en 1568. La famille était donc parfois appelée d'après le nom de lieu de l'époque Hessen-Kreuzberg ou Hessen-Kreuzburg.
En 1678, le château et le domaine de Herleshausen reviennent au landgrave Charles Ier de Hesse-Cassel en tant que fief, qui le donne d'abord à son frère Philippe en tant que fief et plus tard pour en être le propriétaire. En 1821, le château reçoit le nom d' Augustenau, du nom de l'épouse du landgrave Charles Auguste von Hohenlohe-Ingelfingen, décédée jeune.
Les landgraves de la lignée Hesse-Philippsthal se succèdent jusqu'au XXe siècle. Après la mort d'Ernst von Hessen-Philippsthal en 1925, son héritage revient à une branche latérale de cette lignée, Hesse-Philippsthal-Barchfeld, du nom de la ville de Barchfeld dans le domaine de Schmalkalden, qui était encore une enclave de Hesse jusqu'en 1944. Cette succursale avait été fondée en 1721 par le deuxième fils de Philippe, Guillaume. Depuis lors, les princes de Hesse-Philippsthal-Barchfeld ont leur siège au palais Augustenau à Herleshausen.
En 1880, les deux lignées ont reçu une pension de 300 000 marks de la Prusse de l'électorat de Hesse par fidéicommis. La ligne principale reçoit - en plus de leurs possessions existantes de Philippsthal et de Herleshausen - le château de Schönfeld (Cassel) et la branche de Barchfeld le château de Rotenburg. À l'exception du château d'Augustenau à Herleshausen, ces propriétés ont cependant été vendues dans la première moitié du XXe siècle.

## Galerie

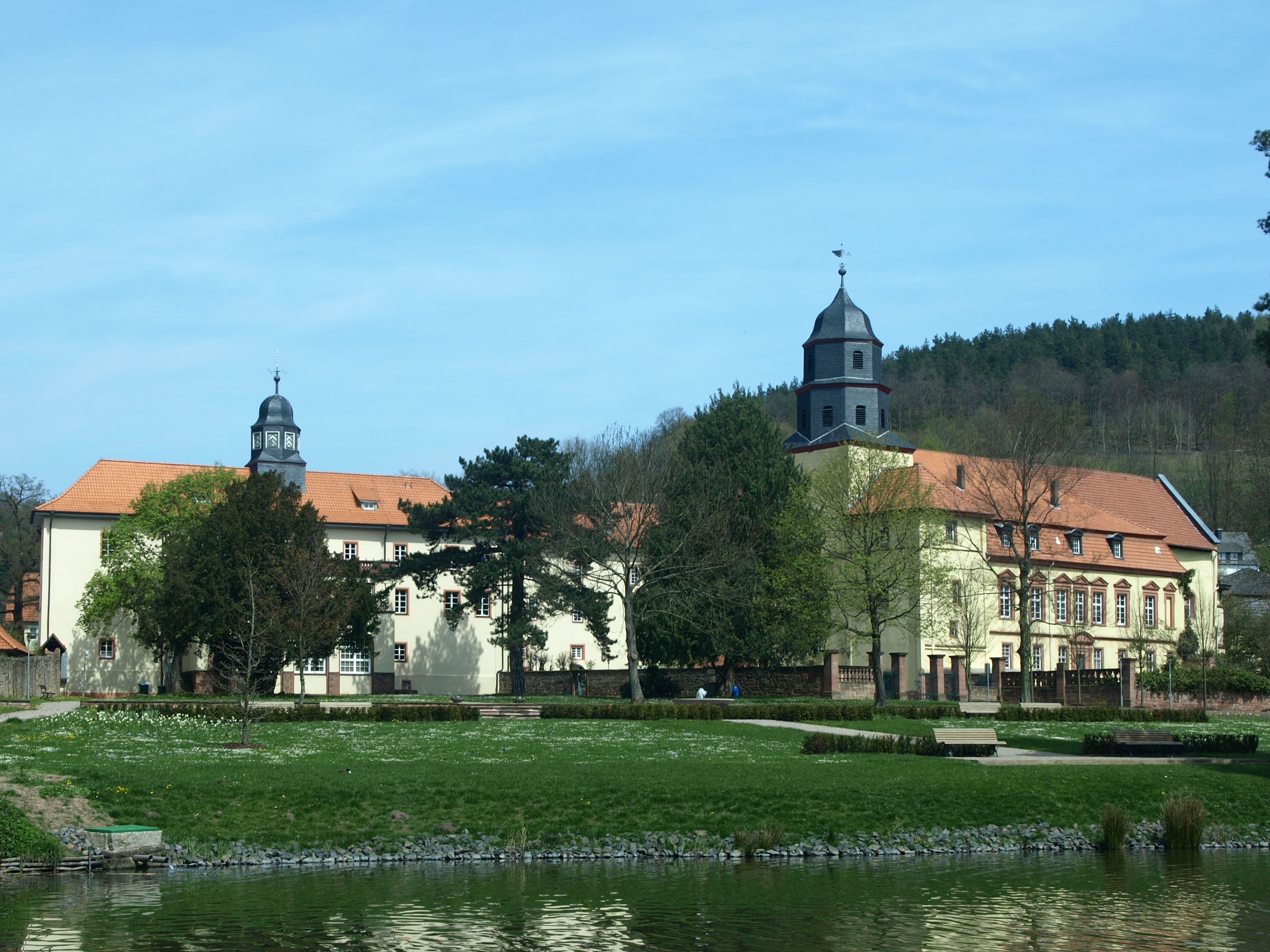
Château de Philippsthal
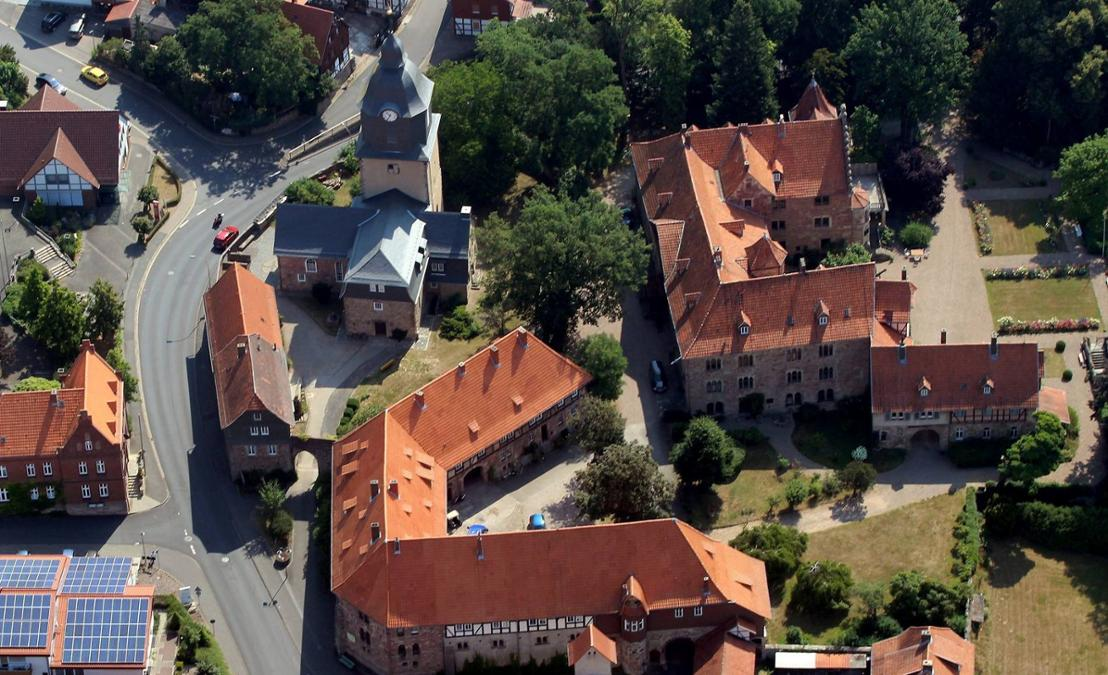
Château de Augustenau à Herleshausen
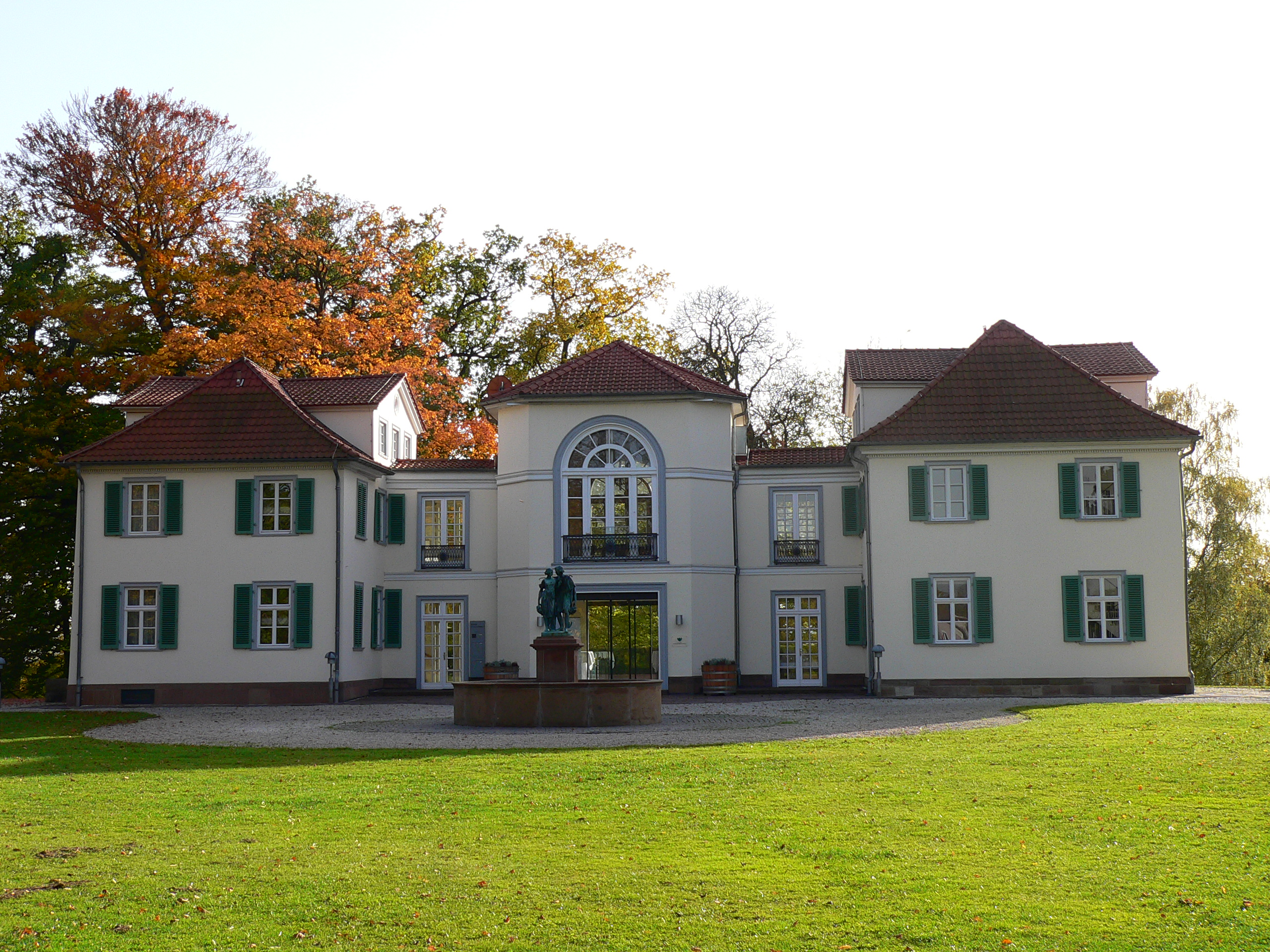
Château de Schönfeld (Cassel)
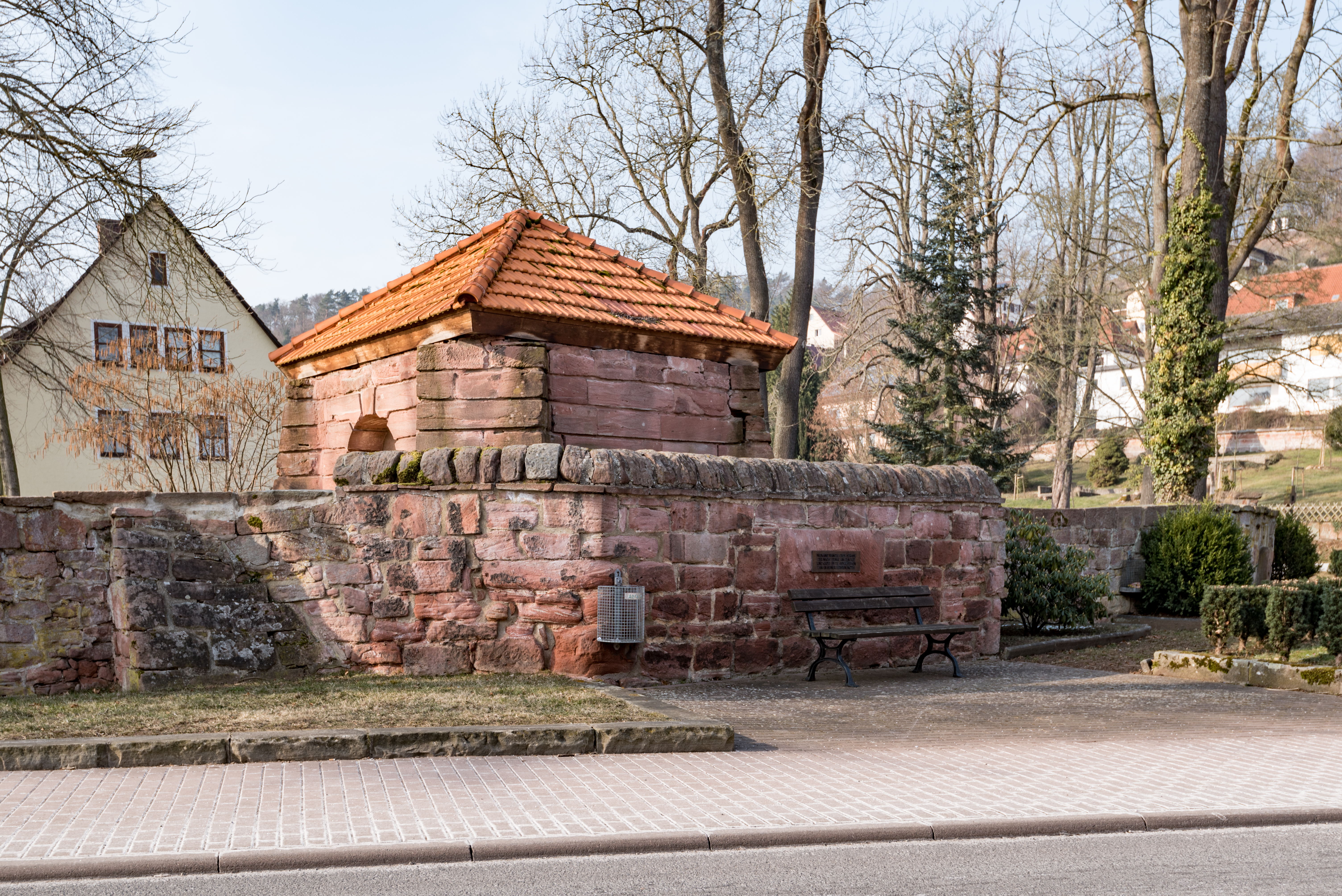
Tombes des Landgraves de Hesse-Philippsthal 1810 à 1899 à Philippsthal

## Personnalités
- Adolphe de Hesse-Philippsthal-Barchfeld (1743–1803), landgrave de Hesse-Philippsthal-Barchfeld
- Charlotte-Amélie de Hesse-Philippsthal (1730-1801), duchesse et régente de Saxe-Meiningen de 1763 à 1782
- Ernest de Hesse-Philippsthal (1771–1849), landgrave de Hesse-Philippsthal
- Ernst de Hesse-Philippsthal (1846–1925) (pas d'enfants, la lignée Hessen-Philippsthal s'est éteinte avec lui)
- Julienne de Hesse-Philippsthal (1761-1799), régente de Schaumburg-Lippe de 1787 à 1799
- Charles Ier de Hesse-Philippsthal (1682-1770), landgrave de Hesse-Philippsthal
- Charles II de Hesse-Philippsthal (1803–1868), landgrave de Hesse-Philippsthal
- Louis de Hesse-Philippsthal (1766–1816), landgrave de Hesse-Philippsthal
- Philippe de Hesse-Philippsthal (1655–1721), landgrave de Hesse-Philippsthal
- Guillaume de Hesse-Philippsthal (1726–1810), landgrave de Hesse-Philippsthal